# Leyla Black
Leyla Black (Barcelona, 6 de febrero de 1987) es una azafata, modelo y actriz porno española, también conocida como Janet Arquez y Laurita Lapiedra.

## Inicios
Comenzó su carrera profesional trabajando como azafata, pasando más tarde a modelo erótica. En 2008 comenzó su andadura como actriz porno, de la mano de Narcis Bosch, Nacho Vidal y Dunia Montenegro. Esas primeras escenas las realizó para Cumlouder y, más tarde, también para Naughty America.
Además de en España, ha trabajado en Italia, Francia, Budapest y, durante una breve periodo de tiempo, en Estados Unidos, participando en una quincena de películas hasta 2014.
En 2012 fue considerada la mejor actriz de cine para adultos del momento por la revista Periodista Digital.